# 全国ジュニア歌謡選抜
『全国ジュニア歌謡選抜』（ぜんこくジュニアかようせんばつ）は、1986年10月5日から1987年3月29日までTBS系列フルネット局とテレビ山口で放送された、毎日放送制作の視聴者参加型の歌合戦番組。放送時間は毎週日曜 13:00 - 13:54 (JST) 。前々番組『キンキンの歌え!新婚カンコン』と同様に、番組開始から最終回までの放映期間中、一度の休止もなく放送された。

## 概要
子供を対象にした歌合戦番組である（それまでの2タイトルは新婚夫婦向け、さらにその前の1タイトルは家族向け）。司会は出門英、マッハ文朱、太平サブロー・シローが務めた。日本各地のホール会場での公開放送を実施していた。そのため、公開放送を家ではなくホール会場で直接見たいのであれば、前番組『Junji&Chikaの歌の新婚愛ランド』と同様に前もって系列局（関東地方はMBS東京支社）宛に観覧したい旨のハガキを送らなければならなかった。優勝チーム決定の際には、天井から大量の紙吹雪が舞う演出があった。優勝賞品はスポンサーからの商品である。番組には、中学時代の友近も出場したことがあり、渡辺美里の「Long Night」を歌って準優勝を獲得した。
しかしながら、子供向けに衣替えするも『全日本ドレミファミリー歌合戦』から4番組連続半年で終了することになってしまった。
最終回は松山コミュニティセンターからの公開収録。ゲストは芳本美代子だった。

## 審査員
- 市川昭介
- イルカ
- ほか

## ネット局
同時ネット
- 毎日放送（MBS・制作・幹事局）
- 東京放送（TBS・現：TBSテレビ）
- 北海道放送（HBC）
- 青森テレビ（ATV）
- 岩手放送（IBC・現：IBC岩手放送）
- 東北放送（TBC）
- テレビユー福島（TUF）
- 新潟放送（BSN）
- テレビ山梨（UTY）
- 信越放送（SBC）
- 静岡放送（SBS）
- 中部日本放送（CBC・現：CBCテレビ）
- 北陸放送（MRO）
- 山陰放送（BSS）
- 山陽放送（RSK現：RSK山陽放送）
- 中国放送（RCC）
- テレビ山口（tys・放送当時フジテレビ系列（FNSのみ加盟）とのクロスネット）
- テレビ高知（KUTV）
- RKB毎日放送（RKB）
- 熊本放送（RKK）
- 長崎放送（NBC）
- 大分放送（OBS）
- 宮崎放送（MRT）
- 南日本放送（MBC）
- 琉球放送（RBC）

時差ネット
- 富山テレビ放送（T34・現：BBT・フジテレビ系列）[4]
- 福井テレビジョン放送（FTB・フジテレビ系列）[4]